# Mycodrosophila multidentata
Mycodrosophila multidentata är en tvåvingeart som beskrevs av Toyohi Okada 1986. Mycodrosophila multidentata ingår i släktet Mycodrosophila och familjen daggflugor. Inga underarter finns listade i Catalogue of Life.